# Колецин
Колецин (пол. Kolecin) — село в Польщі, у гміні Завихост Сандомирського повіту Свентокшиського воєводства.
Населення — 33 особи (2011).
У 1975-1998 роках село належало до Тарнобжезького воєводства.

## Демографія
Демографічна структура на день 31 березня 2011 року:
|          | Загалом | Допрацездатний вік | Працездатний вік | Постпрацездатний вік |
| -------- | ------- | ------------------ | ---------------- | -------------------- |
| Чоловіки | 14      | 1                  | 10               | 3                    |
| Жінки    | 19      | 4                  | 13               | 2                    |
| Разом    | 33      | 5                  | 23               | 5                    |